# ヴィーナスとアドーニス

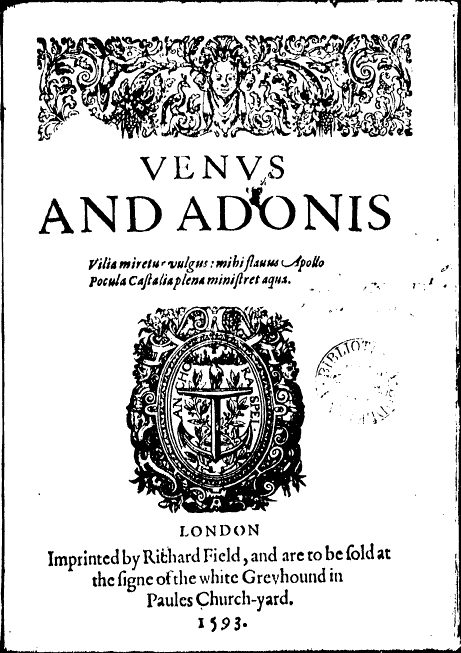
『ヴィーナスとアドーニス』（Q1、1593年）の表紙

『ヴィーナスとアドーニス』（Venus and Adonis）は、ウィリアム・シェイクスピアの3つの長編詩の1つ。

## テキスト
『ヴィーナスとアドーニス』はシェイクスピアと同じくストラトフォード・アポン・エイヴォン出身で年齢も近いリチャード・フィールド（Richard Field）によって1593年4月18日に書籍出版業組合の記録に登録され、その年のうちに最初の「四折版」（Q1）が印刷・出版された。フィールドは翌1594年には第2四折版（Q2）を出し、それから著作権を、同じ年に『ルークリース凌辱』の初版を出版した書籍商ジョン・ハリソンに譲渡した。『ヴィーナスとアドーニス』の次の出版は四折版よりも八折版に近いフォーマットで、1595年頃に第3版（O1）が、1596年に第4版（O2）が出版された（印刷はフィールド）。続いて著作権はウィリアム・リーク（William Leake）に渡り、1599年にO3とO4を、1602年にO5、O6、O7、O8を出した。1617年、著作権はウィリアム・バレットに移り、同年O9が出版された。1640年までにさらにさらに5版以上版を重ねた。47年間で16版も出版された詩は、この当時としてはかなり人気が高かったことを意味している。

## 歴史的背景
1593年、ロンドンでペストが大流行し、市当局は全ての劇場を閉鎖した。シェイクスピアはこの頃には既に最初の5、6本の戯曲を書いていて、評価も得ていた。シェイクスピアは「我が創作の最初のheire（原文ママ）」として、つまり、彼の「ミューズ」（詩神）が生んだ子供を出版することを思い立った。
シェイクスピアは『ヴィーナスとアドニス』を第3代サウサンプトン伯ヘンリー・リズリーに献呈した。1594年の『ルークリース凌辱』も、『ヴィーナスとアドニス』の献辞の中で「より容易ならぬ困難」を約束してくれたとして、サウサンプトン伯に献呈した。サウサンプトン伯は財政的苦境に陥っていたものの、それでもまだパトロンとして金を出すくらいの余裕はあった。
しかし、ある時シェイクスピアはどこからか資金を得て、劇団の利益の1/12が手に入る共有者になることができた。それ以来、長編詩を書くよりは劇作の方が金になったことは言うまでもない。

## 文学的背景

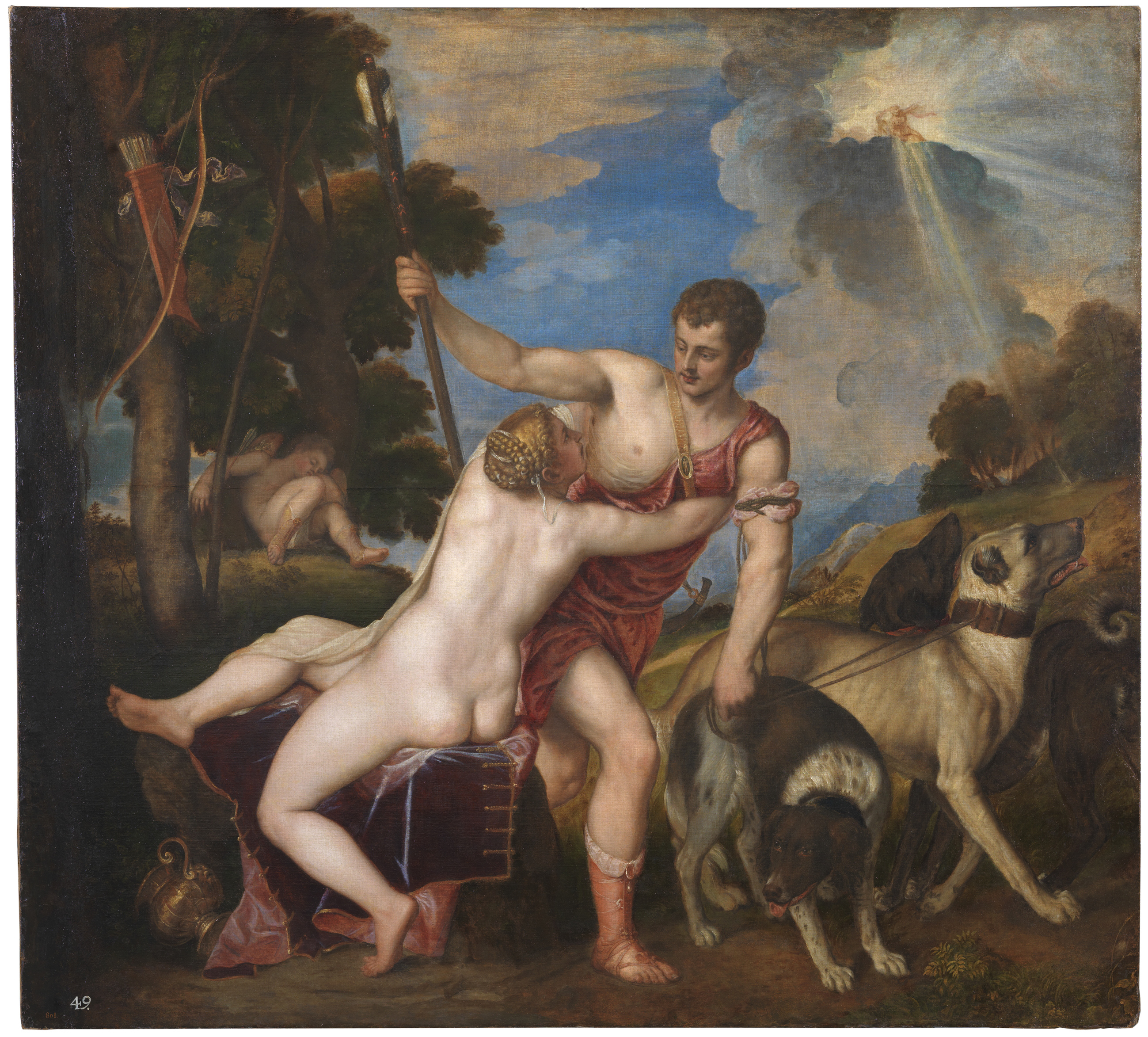
ティツィアーノ・ヴェチェッリオの1554年の絵画『ヴィーナスとアドーニス』。プラド美術館所蔵。

ヴィーナスとアドーニスの話はオウィディウスの『変身物語』第10巻に由来する。オウィディウスはどのようにしてヴィーナスが最初の死すべき人間の恋人である美しいアドーニスを獲得したかを物語っている。二人はずっと一緒で、アドーニスの狩りにもヴィーナスはついて来た。ヴィーナスはアドーニスにアタランテーとヒッポメネース（Hippomenes。メラニオーンとも）の話をして、危険な動物の狩りをやめるよう説得した。しかし、アドーニスはその警告を無視し、猪に殺されてしまった。
シェイクスピアはこの話を元に1194行から成る詩を作り上げた。シェイクスピアの主たる革新はアドーニスにヴィーナスの申し出を拒否させることだった。エルヴィン・パノフスキーは、シェイクスピアはティツィアーノの描いた『ヴィーナスとアドーニス』の複製を見たに違いないと主張した。この絵は確かにアドーニスがヴィーナスの抱擁を拒否しているように見える。反対にシェイクスピアの戯曲では、曖昧な男を求愛し追い回す積極的なヒロインを好んでいるように見える。
もう一つの革新は、三一致の法則の遵守である。出来事は一つの場所で起こり、時間は朝から翌朝まで、二人の登場人物に物語は集中している。

## あらすじ
ヴィーナスは恋に病んでいる。馬の鞍からアドニスを持ち上げると、しつこく接吻と話を求めるが、ヴィーナスの行動も言葉もアドーニスに性欲を起こさせない。むしろ拒否する。
アドーニスは翌朝猪狩りに行くと言う。ヴィーナスはアドーニスを思いとどまらせようとし、もっと弱い獲物を狩ってはどうかと提案する。アドーニスはそれを無視し、ヴィーナスの元を去る。ヴィーナスはその夜を哀歌で費やす。夜明けが来て、ヴィーナスは狩りの始まった音を聞く。不安に苛まれながら、ヴィーナスは音のする方に走ってゆく。ヴィーナスの不安は的中し、アドーニスは猪の牙で致命傷を負う。悲しみで愛の女神は愛を呪う。

## 特徴
シェイクスピアの詩は性愛を扱った小叙事詩「epyllion」と見なされている。トマス・ロッジ（Thomas Lodge）が『Glaucus and Scilla』（1580年）で創始したジャンルである。最大のライバルと言えるのはクリストファー・マーロウの未完の詩『ヒーローとリアンダー（Hero and Leander）』で（後にジョージ・チャップマンが完成させた）、この詩とシェイクスピアの詩は17世紀の前半を通して再版が続けられた。
『ヴィーナスとアドーニス』は巧みな表現が絶え間なく続く。
"Fondling," she saith, "since I have hemm'd thee here
Within the circuit of this ivory pale,
I'll be a park, and thou shalt be my deer;
Feed where thou wilt, on mountain or in dale:
Graze on my lips; and if those hills be dry,
Stray lower, where the pleasant fountains lie."
（229-234行）
意訳：「愛撫を」と彼女は言う。「私が汝をここ、象牙の柵に囲まれたその中に囲ってから、私は公園、汝は我が鹿となり、山で谷で生きなさい。私の唇をお食べなさい。もしどの丘も乾いたら、楽しい泉のあるところまで下りなさい」
このように美辞でほのめかしている。読者に淫らな考えを起こさせる一方でほとんど無垢なままなのが、この詩の特徴である。「丘」の意味するものは唇から乳房に変わり、読者は彼女の体を下っていき、最終行はクンニリングスを連想するかもしれない。この詩を通して、シェイクスピアは読者が期待する性的成就を、アドーニスがヴィーナスを否定することによって、拒み続ける。この詩は当時は好色本という評価を受けたが、ポルノグラフィとして読むと欲求不満を起こさせる。
505行では、1593年のペストへの大胆な言及が見られる。ヴィーナスはアドーニスにキスをせがみ、その息の甘美さをこう称える。
"Long may they kiss each other, for this cure!
O, never let their crimson liveries wear!
And as they last, their verdure still endure,
To drive infection from the dangerous year!
That the star-gazers, having writ on death,
May say, the plague is banish'd by thy breath."
意訳：「癒やしのためには唇が長く触れあっていないと! ああ、けっして深紅の衣はすり減りはしない! どんなに長く続いてもそのみずみずしさは危険な年からかぶれるのに耐えるでしょう! 占星家たちは死についてこう書くでしょう、ペストは汝の息で消えてしまうと」
このくだりはアドーニスの甘い息がある種の芳香を放つ薬草の働きをし、その息を吸うことで毒気（ペスト）から守られると読める。この後、アドーニスの美しい体は猪に傷つけられる。詩の最後の股間が引き裂かれた描写は、ペストの犠牲者を連想させる。腺ペストの横痃は首と股間にでき、それが破裂した時、死ぬからである。愛は最も美しい肉体を醜い死から救うことさえできないのである。

## アダプテーション
- ドゥームメタル・バンドのマイ・ダイイング・ブライド（My Dying Bride）は、1996年のアルバム『Like Gods of the Sun』の中の1曲「For My Fallen Angel」に『ヴィーナスとアドーニス』の抜粋を使っている。